# Judit Varga (Politikerin)

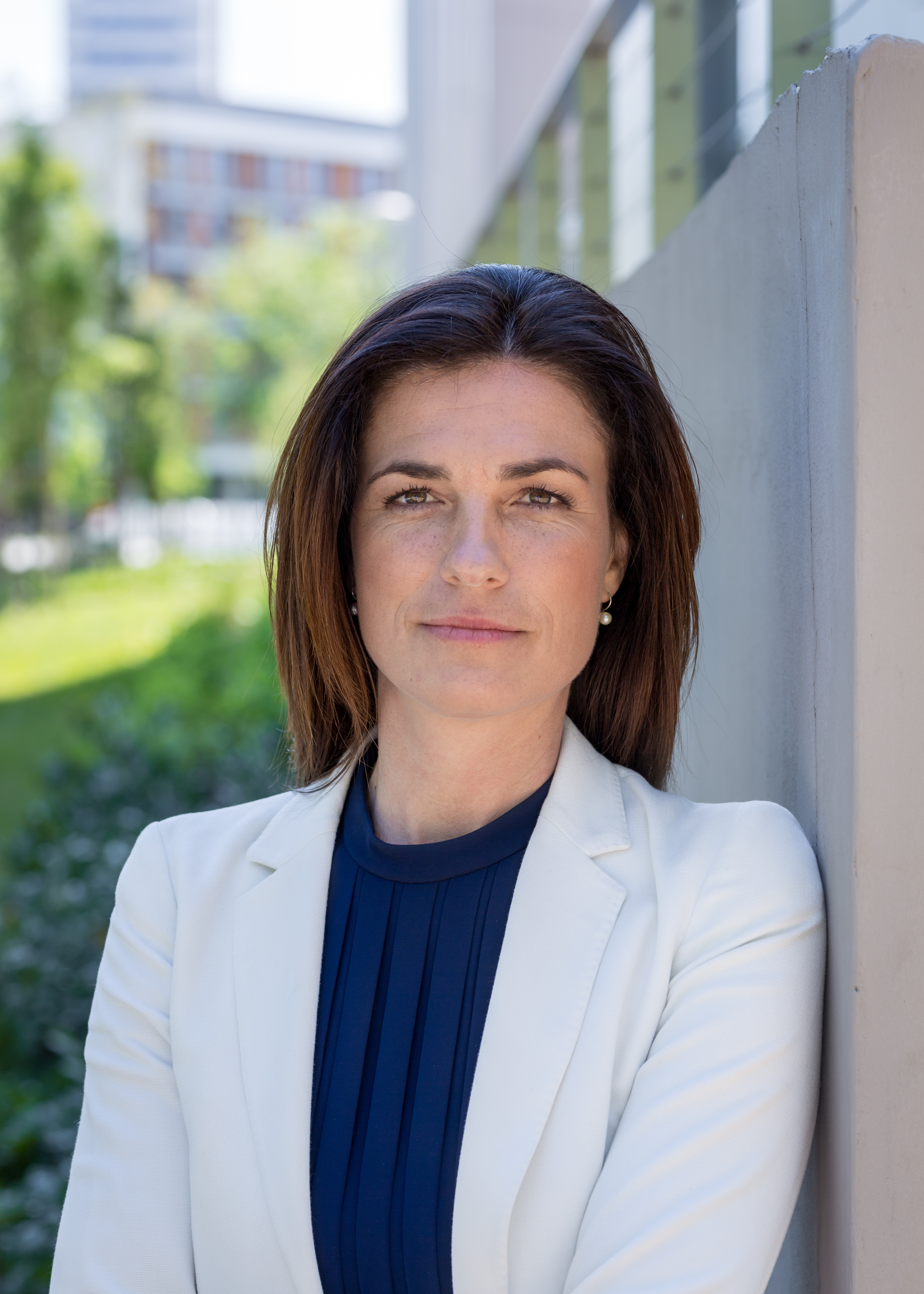
Judit Varga (2020)

Judit Varga (* 10. September 1980 in Miskolc) ist eine ungarische Juristin und Politikerin der Fidesz. Von 12. Juli 2019 bis 31. Juli 2023 war sie Justizministerin im Kabinett Orbán IV bzw. Orbán V.

## Leben
Judit Varga besuchte ab 1993 das Avasi-Gymnasium in Miskolc. 1999 begann sie ein Studium der Rechtswissenschaften an der Universität Miskolc, das sie 2004 Summa cum laude beendete. Im Rahmen des Erasmus-Programmes war sie 2003 an der Fachhochschule Nürtingen. Nach Abschluss des Studiums war sie in Rechtsanwaltskanzleien in Budapest und von 2006 bis 2009 am Bezirksgericht in Pest tätig. 2009 legte sie die Anwaltsprüfung ab.
Von 2009 bis 2018 war sie politische Beraterin mehrerer Fidesz-Abgeordneter im Europäischen Parlament, von 2009 bis 2012 im Büro von János Áder, von 2012 bis 2014 für Erik Bánki und ab 2014 für György Hölvényi.
Im Juni 2018 wurde sie Staatssekretärin für Beziehungen zur Europäischen Union. Am 12. Juli 2019 folgte sie László Trócsányi als Justizministerin im Kabinett Orbán IV nach, der nach der Europawahl 2019 als Abgeordneter ins Europäische Parlament wechselte. Die EU-Agenden gingen mit der Ernennung von Varga zur Ministerin an das Justizministerium über.
Varga gehörte auch dem nach der Parlamentswahl in Ungarn 2022 gebildeten Kabinett Orbán V an. Mit Hinweis auf ihre Rolle im bevorstehenden Wahlkampf ihrer Partei für die Europawahl 2024 kündigte sie Ende Juni 2023 ihren Rücktritt als Ministerin zum 31. Juli 2023 an. Als Justizminister folgte ihr Bence Tuzson nach.
Nach dem Rücktritt von Staatspräsidentin Katalin Novák im Februar 2024 gab auch Judit Varga bekannt, ihre politischen Funktionen niederzulegen.

## Privates
Varga heiratete 2008 den Juristen Péter Magyar, das Paar hat drei Söhne. Im März 2023 gaben sie ihre bevorstehende Scheidung bekannt.
Im März 2024 machte Péter Magyar Inhalte aus einem Tonmitschnitt eines privaten Gesprächs im Januar 2023 mit Varga publik, seiner damaligen Ehefrau und damals Justizministerin, um auf Korruption auf Führungsebene im ungarischen Staat hinzuweisen. Ein von Magyar auf YouTube veröffentlichtes Video erzielte laut ORF 2 Mio. Aufrufe. Dem spontanen Aufruf zu einer Demonstration mit Rede am 26. März 2024 vor dem Gebäude der Generalstaatsanwaltschaft folgten am Abend Tausende. Varga hingegen erklärte dazu laut ORF, nur das gesagt zu haben, was ihr Ehemann hören wollte, er habe sie erpresst und misshandelt.